# Haselleithen
Haselleithen war ein Gemeindeteil der Stadt Bad Berneck im Fichtelgebirge im Landkreis Bayreuth (Oberfranken, Bayern). Der Ort lag in der Gemarkung Bad Berneck.

## Geografie
Die Einöde lag auf einer Höhe von 469 m ü. NHN etwa 400 Meter östlich von Frankenhammer auf freier Flur, die ebenfalls Haselleite genannt wurde.

## Geschichte
Gegen Ende des 18. Jahrhunderts bestand Haselleithen aus einem Anwesen. Die Hochgerichtsbarkeit stand dem bayreuthischen Stadtvogteiamt Berneck zu. Die Hofkanzlei Bayreuth war Grundherr des Gütleins.
Von 1797 bis 1810 unterstand Haselleithen dem Justiz- und Kammeramt Gefrees. Infolge des Ersten Gemeindeedikts wurde Warmeleithen dem 1812 gebildeten Steuerdistrikt Berneck und der zugleich entstandenen Munizipalgemeinde Berneck zugewiesen. In der ersten Hälfte des 20. Jahrhunderts wurde das Anwesen abgebrochen.

### Einwohnerentwicklung
| Jahr      | 001861 | 001885 | 001900 | 001925 |
| Einwohner | 4      | 4      | 0      | †      |
| Häuser    |        | 1      | 1      | †      |
| Quelle    | [ 6 ]  | [ 7 ]  | [ 8 ]  | [ 9 ]  |

## Religion
Haselleithen war evangelisch-lutherisch geprägt und nach Berneck gepfarrt.